# كارشالتون
كارشالتون هي بلدة تقع في جنوب لندن، لندن الكبرى، إنجلترا، تاريخيا، كانت جزءا من سري.

## أعلام
- إدوارد جورج
- غوردون هيرست
- هاري أيكينيس أرييتي
- تيلي أرمسترونغ
- سيمون كونواي موريس
- جاك كورك
- كريس بيري